# Mesa de los Ricos
Mesa de los Ricos es una localidad del municipio de Huajicori, Nayarit (México).
Su población es de: 195 habitantes, según el censo de 2000.
Su localización geográfica es: 22º50'10" N y 105º04'55" W; su altitud es de 1.710 m s. n. m.
Es una pequeña comunidad dedicada a aserrar madera, venta de carbón vegetal, ganadería, siembra de maíz y pastizales.
Su acceso se dificulta por la sinuosidad del camino y las condiciones climáticas.